# 东亭湖街道
东亭湖街道是中华人民共和国江苏省盐城市亭湖区下辖的一个街道办事处。

## 行政区划
东亭湖街道下辖以下村级行政区划单位：
南映社区、新丰社区、新民社区、光荣社区、富康社区、北林社区、在水一方社区、南林社区和三洼村。

## 街道历史
街道2002年启动建设，2006年被认定为省级经济开发区；2010年2月挂牌成立新城街道，与亭湖开发区实行“两块牌子、一套班子”；2018年4月新城街道更名为东亭湖街道；2019年9月，东亭湖街道实体化运行。